# Font de la Verneda (Sapeira)
La Font de la Verneda és una font del terme municipal de Tremp, del Pallars Jussà, a l'antic terme ribagorçà de Sapeira, en territori del poble de Sapeira.
Està situada a 801 m d'altitud, a la Coma, al nord-oest de Sapeira i a l'esquerra del barranc de Llepós.